# Arinze Onuaku
Arinze Christopher Onuaku (ur. 13 lipca 1987 w Lanham) – amerykański koszykarz występujący na pozycji środkowego.
6 stycznia 2017 został zwolniony przez Orlando Magic.

## Osiągnięcia
D-League
- Zaliczony do[2]:
  - II składu:
    - NBA D-League (2015)
    - turnieju NBA D-League Showcase (2015)

  - III składu NBA D-League (2014)
  - składu All-D-League Honorable Mention (2013)
- 3-krotny uczestnik meczu gwiazd D-League (2013–2015)[2]

Inne
- Laureat nagrody Best Import of the Conference award ligi filipińskiej (2016)